# Pihla
Pilas (estniska: Pihla) är en kyrkby på nordvästra Dagö i Estland. Pilas ligger utmed riksväg 80, 13 km väster om residensstaden Kärrdal. Antalet invånare var 14 år 2011. Pihla tillhörde Kõrgessaare kommun 1992–2013.
Pilas angränsar till byarna Röicks (estniska: Reigi) och Rootsi i norr, Heigi i öster och Otste i söder samt småköpingen (estniska: alevik) Hohenholm (estniska: Kõrgessaare) i väster. Röicks kyrka (Reigi kirik) är belägen i Pilas som ligger där ån Pihla oja mynnar i insjön, före detta havsviken, Kirikulaht (namnet beytder kyrkviken).
Pilas ligger i en trakt som tidigare beboddes av estlandssvenskar som benämnde byn Pilas. De flesta dagösvenskarna bodde i Röicks socken och blev 1781 deporterade till Gammelsvenskby i nuvarande Ukraina.